# Одинцы (Удмуртия)
Одинцы — деревня в Юкаменском районе Удмуртии, в составе Юкаменского сельского поселения.

## География
Улицы деревни:
- Ключевая
- Мухинская
- Школьная

## Население
Численность постоянного населения деревни составляет 57 человек (2007).